# Den enarmade banditen
Den enarmade banditen (Le bandit manchot) är ett Lucky Luke-album från 1981. Det är det 48:e albumet i ordningen, och har nummer 44 i den svenska utgivningen. Det är den första Lucky Luke-serien som ursprungspublicerades direkt i album, utan att först publiceras i någon tidning.

## Handling
Senator Sam Pinball ber Lucky Luke att agera eskort åt de båda bröderna Adolf och Artur Vaktel från Michigan (fiktiva versioner av bröderna Adolphe och Arthur Caille, som uppfann spelautomaterna), som är på turné genom västern för att försöka sälja sin nya uppfinning : en "enarmad bandit" med namnet Black Cat.

## Svensk utgivning
- Morris; Bob de Groot, (översättare: Kåre Persson) (1981). Den enarmade banditen. Lucky Lukes äventyr: 44. Stockholm: Bonniers Juniorförlag. Libris 7285360. ISBN 91-48-50594-3
- I Lucky Luke – Den kompletta samlingen ingår albumet i "Lucky Luke 1980-1982". Libris 10147841. ISBN 91-7134-350-4
- Den svenska utgåvan trycktes även som nummer 83 i Tintins äventyrsklubb (1991). Libris 7674105. ISBN 91-7904-274-0